# ステージプラン
ステージプラン（stage plan）とは、都市計画法等々を根拠法令として、都市計画、地域計画を計画策定するに当たって、最終目標（最終ステージ）の計画案を明示しながら、それに向かって、数年単位で途中の段階の計画案（ステージプラン）を作成し、一歩ずつ階段を登るようなかたちで段階的に整備計画を策定していく計画手法である。都市及び地方計画で用いる専門用語である。

## 概説
この手法を用いるケースは、様々な複雑な条件が有機的に絡み合って都市計画事業等々が進む場合や、事業の施工期間が数十年に亘る場合であるが、絡み合った事業をシステム的に計画を策定することが必要となることから、最終目標の案に至るまでに、数年単位で輻輳した計画内容を整理しつつ計画を練ることや、計画の実現性について説明する必要がある場合である。そして、この計画手法は、計画規模が大規模な数千ヘクタールの事業の場合や、多数の都市計画事業が有機的に輻輳している場合、あるいは、事業期間が長期に亘る場合などにおいて、その事業毎の関連性を明らかにすることでより事業の施行が順序立てて行われるように図る手法である。
また、現在のように社会構造・経済構造が数年毎に変化する場合には、最終案ですら確定不可能であることから、最終案（最終ステージ）についてもある程度、オルターナティブ（選択可能）に計画された案を策定しておく必要がある。そうなれば、当面の現実的な数年毎の「ステージプラン」を有機的に関連づけてシステム的に計画しつつ、随時、その時点での「現実案」を選択していくことも必要になる。特に、地域計画、都市計画の「事業計画」で事業が複雑な場合に必要になってくる。
この「ステージプラン」（段階的整備計画）は、東京大学都市工学科の高山英華が、いつも提案されていたものであるが、その理由は、数千ヘクタールの多摩ニュータウン等々での事業施行での問題点の処理の複雑さによる計画修正の連続を反省して、都市計画事業を策定する場合は、当初の基本構想計画時点から「ステージプランを立案すべし」と主張した。
高山英華は、東京大学に、初めて都市及び地方計画の専門学科として都市工学科を設立した。その弟子に川上秀光、孫弟子に伊藤滋がいる。都市及び地方計画の始祖といわれている。

## 参照事項
- 多摩ニュータウン開発構想計画策定に関する報告書等々について
  - 多摩ニュータウンは、日本で初めての大規模ニュータウン開発であった。ニュータウン開発はイギリスから始まっている。イギリスのハワードの田園都市論により、都心部に集中しすぎた「都市機能」を郊外へ配置するニュータウン計画を採用して、東京の都心部に過剰に集中した人口を郊外へと配置し、良好なる住宅地を提供するという多摩ニュータウン構想が策定された。これは、「居住機能」のみに特化したもので、常住人口を郊外に配置するという、実質的には大規模なるベッドタウン計画であった。人口30万人の数千ヘクタールの規模の開発は日本初の試みであった。これは「東京大学都市工学科高山研&日笠研」のノウハウによる計画であった。しかし、事業施行においては多くの事業段階での問題が発生したが、その反省により千里ニュータウン、港北ニュータウン、稲毛海浜ニュータウン、堺泉北ニュータウン等々へと活かされていった。特に、新たなる事業手法の開発も要したが、開発規模が大きいこと、様々な事業手法が有機的に輻輳していたことから、ステージプラン（段階的整備計画）手法が重要課題となった。
  - 多摩ニュータウン学会
  - 多摩ニュータウンタイムズ
- 「苫小牧東部大規模工業基地開発構想計画」策定に関する調査報告書等々について
  - 「苫小牧東部大規模工業基地開発構想計画」は、1970年前後から提唱され、第三セクターも当初から造られるなどの大規模なる国家プロジェクトであった。世界最大規模の1万ヘクタールに及ぶ開発であったことから、開発構想を立案するために設置された、高山英華を委員長とするプロジェクト会議では、工業立地論では日本の権威であった日本大学の笹尾仁などからステージプランの提案があった。その理由は、事業手法が輻輳して有機的な連関性がかなりあることと、長期わたる場合は社会経済の下部構造そのものが変化する可能性が大きいのでそれに応じた予測がつかない不確定要素が多大にあることが上げられた。そのため最終案については、オルターナティブ（選択可能）案を想定しながら、それへ向けての段階的整備計画をケーススタディした。その危惧がそのまま当てはまり、予測しなかったオイルショックが起こった。この事により、計画は大幅に修正され、堀込み港湾も計画修正するなど、現実的にステージプランの必要性と、その有効性が確認されたこととなったが、オイルショックの予想まではできなかったのは致し方ない。本「百科事典」においても「苫小牧大規模工業基地開発計画」は失敗であったと断定されてはいるが、基幹資源工業を中心とした、1970年頃の、当初の計画フレームを最終ステージとすればその様な風評があるのは事実である。しかし、国土計画の場合は、百年、二百年先を見通さなければならないので、社会経済の変化を見ながら、複数のオルターナティブな案を構想、計画策定している。現在進行中の案も、その複数案のうちの一案として当初から見通してはいたので、 別の計画フレームにより、ステージプランが現在進行中という国土省の説（注釈；下記のホームペイジを参照のこと）もある。この様に、「苫小牧大規模工業基地計画」は、「基幹資源型工業」としての案は、オイルショックにより破綻したのであるが、別途、現在の多様なる土地利用を模索しながら、別の「最終ステージ」により、ステージプランは進行中である。
  - 苫小牧東部地域開発
- その他の大規模開発（国家プロジェクト）構想計画に関わる報告書等々について
  - 筑波研究学園都市開発構想等々における「ステージプラン」（段階的整備計画）
- 都市計画
- 都市計画法